# Cephalodella lepida
Cephalodella lepida är en hjuldjursart som beskrevs av Myers 1934. Cephalodella lepida ingår i släktet Cephalodella och familjen Notommatidae. Inga underarter finns listade i Catalogue of Life.